# Sean Watkins
Sean Watkins (18 febbraio 1977) è un chitarrista statunitense, famoso per aver suonato con i Nickel Creek.

## Discografia
| Data | Titolo                     | Etichetta          | Gruppo         |
| 1993 | Little Cowpoke             | Choo Choo Records  | Nickel Creek   |
| 1997 | Here to There              | Tricopolis Records | Nickel Creek   |
| 2000 | Nickel Creek               | Sugar Hill Records | Nickel Creek   |
| 2001 | Let It Fall                | Sugar Hill Records | Sean Watkins   |
| 2002 | This Side                  | Sugar Hill Records | Nickel Creek   |
| 2003 | 26 Miles                   | Sugar Hill Records | Sean Watkins   |
| 2005 | Why Should the Fire Die?   | Sugar Hill Records | Nickel Creek   |
| 2006 | Blinders On                | Sugar Hill Records | Sean Watkins   |
| 2006 | Reasons Why: The Very Best | Sugar Hill Records | Nickel Creek   |
| 2009 | Fiction Family             |                    | Fiction Family |